# Gasgas

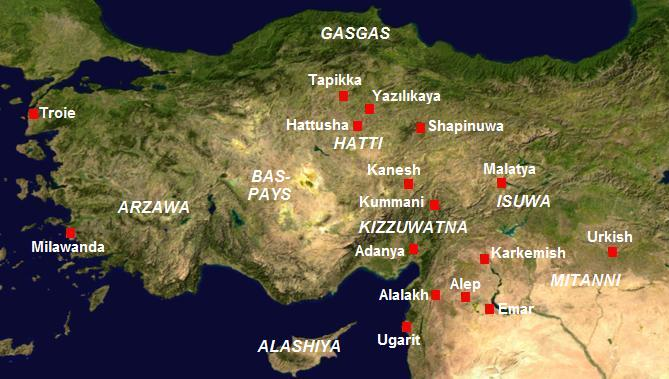
Localisation des principaux sites de l'Anatolie hittite

Les Gasgas (ou Kaskas, Casquéens, ou Kašku en cunéiforme) sont un peuple du nord de l'Anatolie au IIe millénaire av. J.-C.. Surnommés « Tisseurs de lin et éleveurs de porcs », ils s'installent dans les vallées situées entre la frontière nord du royaume hittite et la mer Noire, ayant semble-t-il un mode de vie semi-nomade. Les Gasgas n'ont apparemment pas de langage écrit. Ils ne sont pas connus par l'archéologie. La culture gasga est extrêmement mal connue de ce fait : quelques noms de personnes et de divinités. Notre connaissance de ce peuple vient avant tout des sources hittites retrouvées à Hattusa, la capitale de ce royaume, notamment des chroniques royales et des textes reprenant des accords diplomatiques conclus avec des tribus gasgas. Ces textes nous présentent les Gasgas comme des bandes de pillards. Mais ils n'en ont pas moins été des adversaires redoutables pour les Hittites, prenant à plusieurs reprises leur capitale, et peut-être sont-ils en partie responsables de la destruction finale de ce royaume au début du XIIe siècle.

## Histoire

### Premiers affrontements entre Gasgas et Hittites
La première grande défaite infligée par les Gasgas aux Hittites est la prise de la cité sainte de Nerik sous le règne de Hantili II, au milieu du XVe siècle. Son successeur Tudhaliya II doit à son tour les affronter et aurait remporté une victoire contre eux. Mais la situation dans le nord du royaume n'est pour autant pas rétablie. Le roi hittite suivant, Arnuwanda Ier, ainsi que son épouse Asmunikkal, composent une prière aux dieux demandant le retour des pays perdus face aux Gasgas (dont Nerik) dans leur royaume, pour pouvoir y rétablir le culte. Ce texte présente également les Gasgas comme des partenaires diplomatiques peu fiables, prompts à dénoncer les accords conclus quand ils peuvent en tirer profit.

« Dans le pays de Nerik, à Hursama (...) les temples que vous, dieux, y possédiez, les Gasgas les ont saccagés, vos images ont été détruites ... Des prêtres, des “mères du dieu”, des musiciens, des chanteurs, des cuisiniers, des boulangers, des laboureurs, des jardiniers, ils ont fait leurs esclaves. C'est ainsi que dans tous ces pays, personne n'invoque plus votre nom, personne ne vous offre de sacrifices, personne ne célèbre vos fêtes. »

— Les déprédations commises par les Gasgas et la désorganisation du culte, d'après la Prière d'Arnuwanda et Asmunikal.
C'est sans doute de cette période que datent certains des traités de paix passés entre Hittites et Gasgas dont des fragments nous sont parvenus (un concerne un roi nommé Arnuwanda, mais on ne sait pas lequel). On y voit les deux peuples tenter de parvenir à un compromis pour établir un modus vivendi correct. Les Hittites cherchent avant tout à s'assurer que leurs voisins du nord ne sortent pas de leur pays. Les Gasgas apparaissent dans ces textes comme divisés politiquement, ce qui doit compliquer les discussions avec eux. Les Hittites ont également mis en place une série de fortifications et de points servant à surveiller leur frontière nord, que l'on a pu repérer au cours de prospections en Paphlagonie.

### Les raids gasgas sous les règnes des rois hittites Tudhaliya III et Suppiluliuma Ier
La situation sous le règne du fils d'Arnuwanda II, Tudhaliya III, est bien connue grâce aux archives de Maşat Höyük, l'antique Tapikka, et celles de Ortaköy, l'antique Sapinuwa, deux villes frontalières du nord du royaume hittite. La correspondance de Tapikka, la seule publiée à ce jour, mentionne souvent les Gasgas, dont les raids posent de nombreux problèmes aux autorités locales, dirigées par le gouverneur : pillage de bétail, de récoltes, blocage de voies de communication. Grâce à des guetteurs/espions répartis dans la région entourant la ville, les autorités hittites cherchent à réagir rapidement même si elles sont manifestement souvent dépassées. 

« Ainsi (parle) Sa Majesté : Dis à Kassu : Concernant ce que tu m'as écrit, disant : “L'ennemi est venu. Il a attaqué la ville de Hapara de mon côté et la ville de Kasipura de ce côté. Mais il a poursuivi son chemin, et je ne sais où il est allé.” Peut-être que cet ennemi est enchanté, et donc tu n'as pu le reconnaître ? À présent, sois bien sur tes gardes face à l'ennemi. Concernant ce que tu m'as écrit : “Je viens d'envoyer des patrouilles et elles ont patrouillé autour des villes de Malazziya et Taggasta.” Je l'ai entendu. Bien. À présent occupe-t-en. Sois bien sur tes gardes face à l'ennemi.
Ainsi (parle) Sa Majesté : Dis à Kassu : Concernant les faits à propos desquels tu m'as écrit : comment l'ennemi endommage les cultures, comment il a attaqué à Kappusiya la (propriété) de la Maison de la Reine, comment ils ont pris une équipe de bœufs appartenant à la Maison de la Reine, et comment ils ont capturé et emmené 30 bœufs et 10 hommes parmi les serfs. (Tout cela) je l'ai entendu. Puisque l'ennemi pénètre ainsi dans le pays en ce moment même, tu devrais le localiser et l'attaquer. Mais sois bien sur tes gardes face à l'ennemi. »

— Correspondance entre le roi et un des chefs de la garnison de Maşat Höyük concernant les attaques des Gasgas.
À cause de problèmes intérieurs au royaume hittite, la situation dans le royaume se déstabilise néanmoins, et finit par profiter aux Gasgas qui, alliés à des peuples voisins de l'Hayasa et de l'Ishuwa, entreprennent un raid en pays hittite, qui leur permet finalement de s'emparer de Hattusa, la capitale hittite, ainsi que d'autres cités importantes du royaume. La cour hittite est alors repliée à Samuha, plus au sud.
Quand il monte sur le trône, Suppiluliuma Ier fait face à une situation difficile dans son royaume et à toutes ses frontières. Il avait déjà combattu à plusieurs reprises les Gasgas aux côtés de son prédécesseur. Il réussit à les vaincre encore à plusieurs reprises au cours de son règne, mais cela ne suffit pas à pacifier la frontière nord de son royaume, qui se soulève dès que se présente une opportunité d'attaquer les Hittites. Certains chefs gasgas comme Pitaggali réussissent même à se tailler des principautés importantes. Une terrible épidémie de peste ravage le pays hittite à la fin du règne de Suppiluliuma, emportant le roi ainsi que nombre de ses sujets. Cette situation semble profiter à certaines tribus Gasgas qui entreprennent des actions vers le sud.

### Règnes des rois hittites Mursili II et Muwatalli II: une situation incertaine
Mursili II, le fils et second successeur de Suppiluliuma, doit donc affronter les Gasgas tout le long de son règne, chaque année selon ses Annales. Un potentat gasga, Pihhuniya de Tipiya, semble avoir un temps unifié de nombreuses tribus, au point que les sources hittites jugent qu'il « règne comme un roi ». Mais il est vaincu et capturé par Mursili. 

« L'année suivante (6e année de règne de Mursili II) j'allai à Tipiya. Pendant que mon père était au Mitanni, Pihhuniya, l'homme de Tipiya, marcha et attaqua à plusieurs reprises le Haut Pays. Il avança jusqu'à Zazzisa et pille le Haut Pays, emportant (le butin) jusqu'au pays des Gasgas. Il prit le pays d'Istitina et en fit sa terre de pâturage. Par la suite, Pihhuniya ne régna pas comme un Gasga. Alors que chez les Gasgas il n'y avait jamais eu de souverain unique, soudainement Pihhuniya se mit à régner comme un roi. Je lui écrivis : “Renvoie-moi mes sujets que tu as pris et emmené au pays des Gasgas.” Pihhuniya me répondit : “Je ne te rendrai rien. Et si tu viens pour me combattre, alors je te ferai face pour te combattre où que ce soit dans mon propre territoire, je viendrai dans ton pays et je te ferai face pour te combattre en plein cœur de ton pays.” Quand Pihhuniya eut écrit cela en réponse et ne me rendit pas mes sujets, je vins pour l'affronter. J'attaquai son pays. La Déesse-Soleil d'Arinna, ma reine, le Dieu de l'Orage de la victoire, mon seigneur, Mezzulla et tous les dieux accoururent à mes côtés. Je soumis tout le pays de Tipiya et l'incendiai. Je capturai Pihhuniya et l'emmenai captif à Hattusa. Alors je revins de Tipiya. Comme Pihhuniya avait pris Istitina, je le reconstruisis et en fit une terre hittite à nouveau. »

— La défaite de Pihhuniya, roi des Gasgas, extrait des Annales de Mursili II.
Malgré cette activité intense et d'évidents succès militaires, ainsi que la consolidation des postes militaires frontaliers, la situation n'est pas résolue à la fin de son règne, et ses successeurs doivent à leur tour partir en campagne sur leur frontière nord. C'est alors sans doute l'apogée de la rivalité entre Hittites et Gasgas, au moins par le nombre des conflits entre les deux.
Sous le règne de Muwatalli II, Hattusha est à nouveau prise par les Gasgas. Le roi se retire alors à Tarhuntassa, et confie la défense du nord de son royaume à son frère Hattusili, qui est fait roi de Hakpis, une ville importante située près de la frontière avec les Gasgas. Ce dernier connaît alors une réussite militaire que n'avaient pas eu ses prédécesseurs, puisque non content d'infliger des défaites aux Gasgas, il réussit enfin à faire revenir la cité de Nerik dans le royaume hittite. Après la mort de son frère, il s'empare du trône en évinçant son neveu, et peut juger la situation suffisamment sûre pour régner depuis Hattusha.

### La fin du royaume hittite: une période mal connue
Les Gasgas n'apparaissent plus dans les sources des deux successeurs de Hattusili III, Tudhaliya IV et Suppiluliuma II, qui ont laissé peu d'inscriptions de faits militaires. On ne sait donc pas ce qu'il en est des relations avec les peuples du nord du royaume à cette période. Le royaume hittite semble s'effondrer peu après, alors que Hattusha a été abandonnée au début du XIIIe siècle, et que le cœur du pays hittite est apparemment dans une situation difficile (une importante famine est connue pour les dernières années du royaume). Le rôle des Gasgas dans ces faits est inconnu. Ils réapparaissent dans un texte du règne de Tiglath-Phalazar Ier, qui les affronte et les bat à l'est de l'Euphrate, alors qu'ils sont alliés à des Mushki (un autre peuple montagnard sans doute lié aux Gasgas). Ils ont donc pu traverser le pays hittite, mais on ne sait dans quelles conditions. Peut-être ont-ils eux aussi été victimes de la crise qui semble toucher l'Anatolie à cette époque. Ils disparaissent en tout cas des sources historiques après ce fait.

## Instrumentalisations protochronistes
Le protochronisme, courant pseudohistorique nationaliste qui vise à trouver à chaque peuple moderne des racines remontant directement à la plus haute Antiquité, considère les Gasgas comme des ancêtres de divers peuples turcs actuels comme les Gagaouzes ou les Kazakhs,.